# Augustusplatz
Augustusplatz (Piazza Augusto) a Lipsia si trova alla parte orientale dell'Innenstadtring, ed è, con i suoi 40.000 m², una delle piazze più grandi della Germania. Prende il nome da Federico Augusto I (1750–1827), il primo sovrano del Regno di Sassonia, dal 1837 ed è stato chiamato Karl-Marx-Platz dall'agosto 1945 fino alla riunificazione tedesca all'inizio di ottobre 1990. Durante la svolta del 1989, la piazza è stata il luogo centrale di incontro delle manifestazioni del lunedì.
Augustusplatz è anche il nome di un'importante stazione di trasferimento nella rete tranviaria di Lipsia.

## Descrizione
Intorno alla vasta area ci sono edifici di diverse epoche dell'architettura di Lipsia. L'attrazione più antica è la Mendebrunnen (Fontana Mende), inaugurata nel 1886, oggi di fronte al Nuovo (Terzo) Gewandhaus. Il suggestivo City-Hochhaus del 1972 all'angolo sud-ovest dietro il cubo MDR costruito nel 2001 è il grattacielo più alto di Lipsia. Adiacenti a questo si trovano due edifici universitari sul lato ovest, il Nuovo Augusteum e il Paulinum - Aula e la Chiesa universitaria di St. Pauli, che sono stati completati rispettivamente nel 2012 e alla fine del 2017. Oltre il Grimmaische Strasse è il più vecchio grattacielo della città, il grattacielo Kroch con il passaggio del teatro e il Museo Egizio dell'università, che risale all'epoca della Repubblica di Weimar, è alto 43 metri. La torre dell'orologio in Piazza San Marco a Venezia è servita da modello per il meccanismo di rintocchi delle campane sul tetto con i due campanari alti 3,30 metri.
Il lato nord è dominato dal Teatro dell'Opera, in stile neoclassico, inaugurato nel 1960. Sul lato est si trovano il palazzo dell'ex ufficio postale principale del 1964 e l'Hotel Radisson Blu, il cui tessuto edilizio risale anch'esso agli anni '60. L'adiacente Europahaus (56 m di altezza) fu costruita poco dopo il grattacielo Kroch come contrappeso urbano alla fine degli anni '20 sul lato opposto della piazza. All'estremità meridionale si trova il Nuovo Gewandhaus, aperto nel 1981 e sede della Gewandhaus Orchestra.
Con i palazzi dell'ufficio postale principale (1838), del Museo delle Belle Arti (1858) e del Nuovo Teatro (1868), edifici rappresentativi si trovavano su Augustusplatz fino a quando non furono distrutti dai bombardamenti aerei su Lipsia durante la seconda guerra mondiale e l'Augusteum, danneggiata dalla guerra, e la chiesa universitaria, rimasta intatta ne fecero una delle più belle piazze tedesche. I resti di questo complesso di edifici storici andarono definitivamente perduti durante l'era della Repubblica Democratica Tedesca, quando l'Augusteum e la chiesa universitaria furono chiusi nel 1968 su iniziativa dell'università e per decisione delL'amministrazione cittadina guidata dal SED è stata fatta saltare in aria.

Viste della piazza
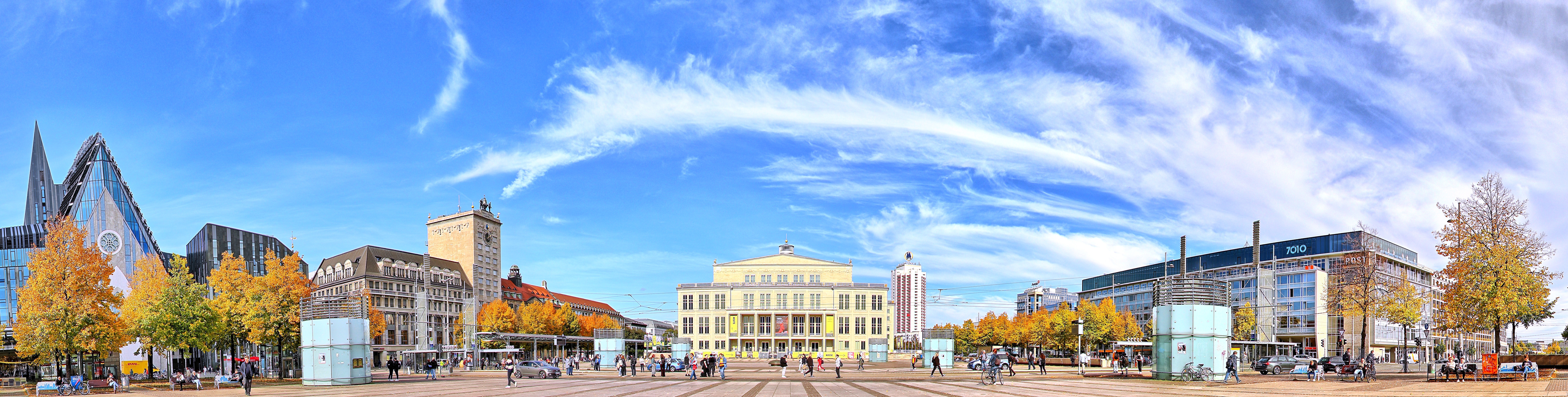
Panorama a 180° del lato nord della piazza con Paulinum, grattacielo Kroch, Opera, ex-ufficio postale
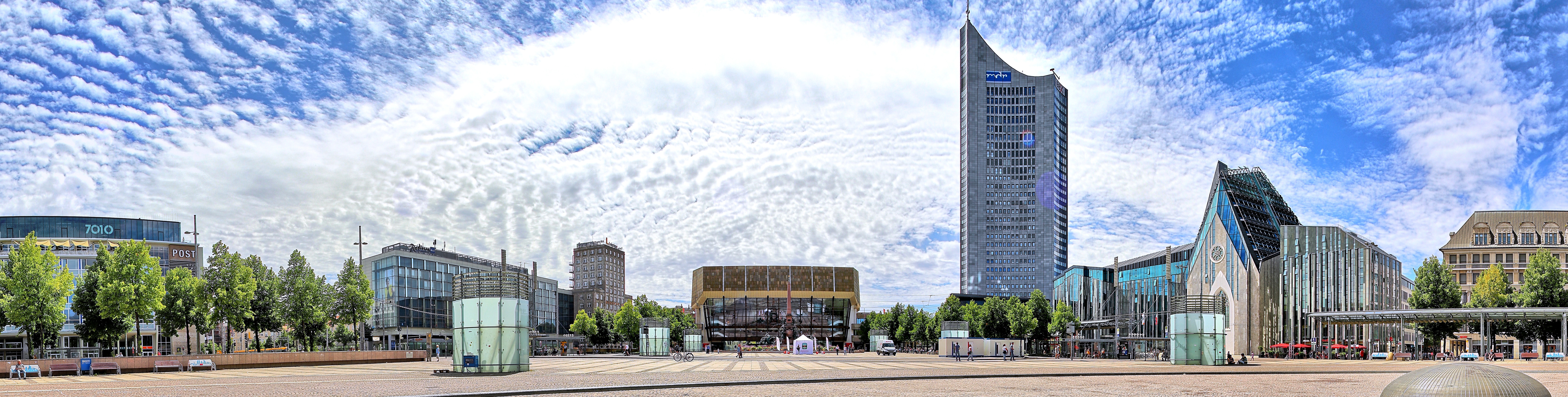
Panorama a 180° del lato sud della piazza con Europahaus, Gewandhaus, City-Hochhaus, Augusteum, Paulinum

## Storia

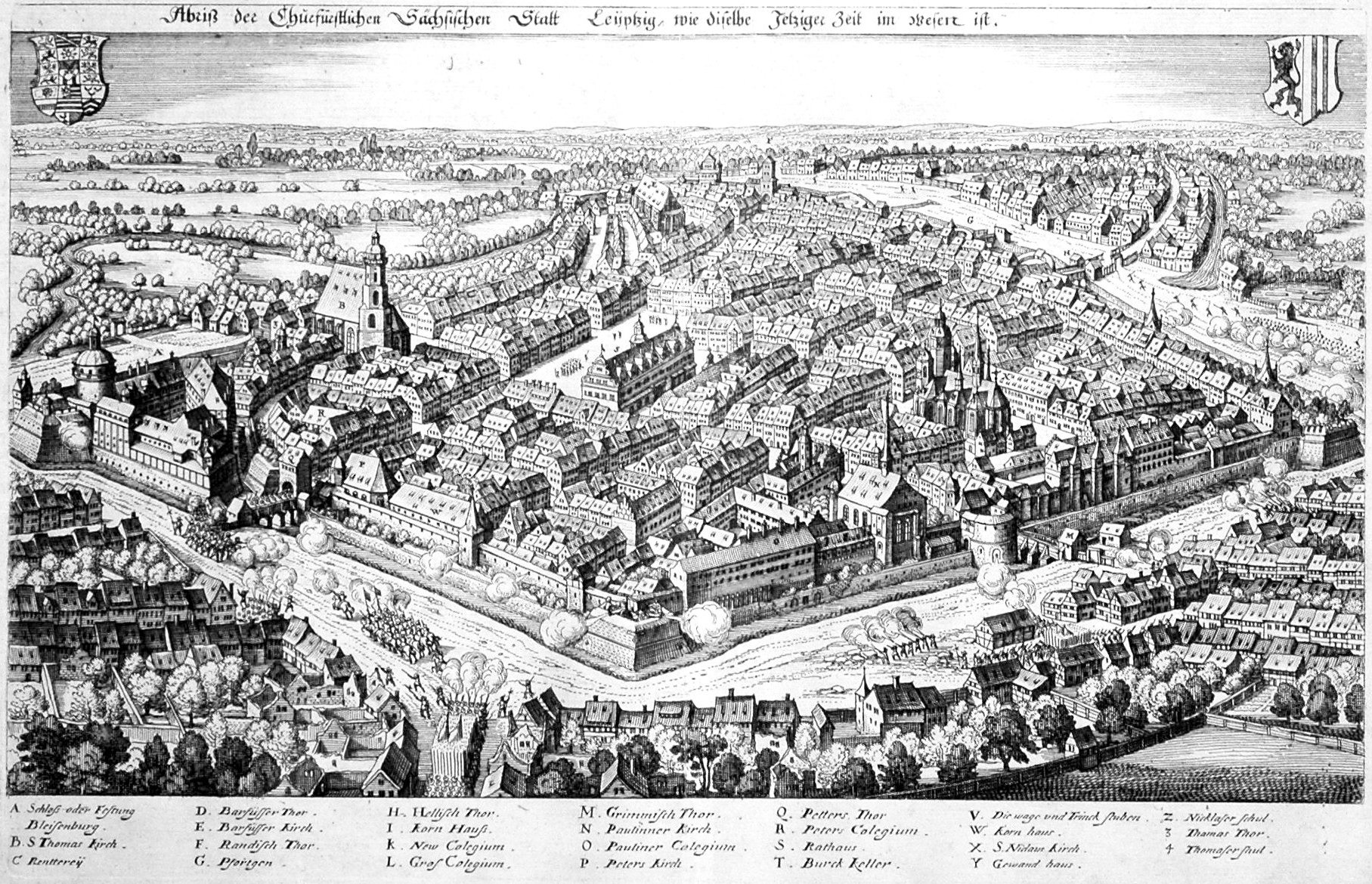
Fortificazioni cittadine di Lipsia durante la Guerra dei Trent'anni, nella metà inferiore destra dell'immagine il Grimmaisches Tor e il Grimmaische Vorstadt (1632)

Per secoli, l'area che in seguito divenne Augustusplatz si trovava al di fuori delle mura della città e del fossato della città tra il centro storico e Grimmaischer Vorstadt. La Via Regia, pavimentata con pavimentazione in pietra come Grimmaischer Steinweg nel tardo medioevo, l'ha attraversata sin dal Medioevo. Per il resto la piazza era poco edificata, cosicché vi era un campo di tiro sgombro per la difesa del centro storico in tempo di guerra.
Dopo la pace di Hubertusburg del 1763, l'elettore sassone rese disponibili le difese della città a condizione che, dopo la loro graduale demolizione, lo spazio venisse adibito a scopi caritatevoli. Nel 1784, il sindaco Carl Wilhelm Müller commissionò al direttore edilizio della città, Johann Carl Friedrich Dauthe, la progettazione di un parco intorno alla parte nord-orientale della città fino alla Grimmaisches Tor.
Nel luogo delle fortificazioni cittadine demolite, Dauthe creò due prati circolari davanti al Grimmaisches Tor, a loro volta circondati da una cerchia di pioppi. A questa passeggiata è stato dato il nome di «Piazza davanti al Grimmaisches Thor». Tra le rotatorie, il collegamento portava dal Grimmaisches Tor al Grimmaischer Steinweg, che si trova presso il (vecchio) Johannisfriedhof diviso nelle strade per Grimma e Dresda via Wurzen. All'inizio del '700, sul lato sud ed ora sul lato est della nuova piazza, c'era una scuderia postale, detta anche scoiattolo di posta, con i cavalli per la diligenza servizio.
Dauthe fece ammucchiare il materiale dei bastioni difensivi demoliti per formare una collina alta circa 25 metri sul lato nord della piazza, chiamata Schneckenberg (montagna delle lumache) per via dei sentieri di salita a spirale. Serviva anche come fine del parco in stile inglese dietro quello che oggi è lo Schwanenteich. È stato accolto molto bene dagli abitanti di Lipsia e fungeva da punto panoramico e pista per slittini. Il 24 aprile 1813 Theodor Körner scrisse la sua poesia " Lützows wilde Jagd " sulla montagna di Schneckenberg. Dal 1864 il monte chiocciola fu rimosso per la costruzione del Nuovo Teatro.
Intorno al 1840 la piazza era diventata un importante luogo fieristico del piccolo commercio per i mestieri di cestai, commercianti di oggetti in vetro e stagno, calzolai e panpepato. Le rotatorie progettate da Dauthe a Torplatz servivano anche a limitare gli ingorghi durante la fiera.

Viste storiche
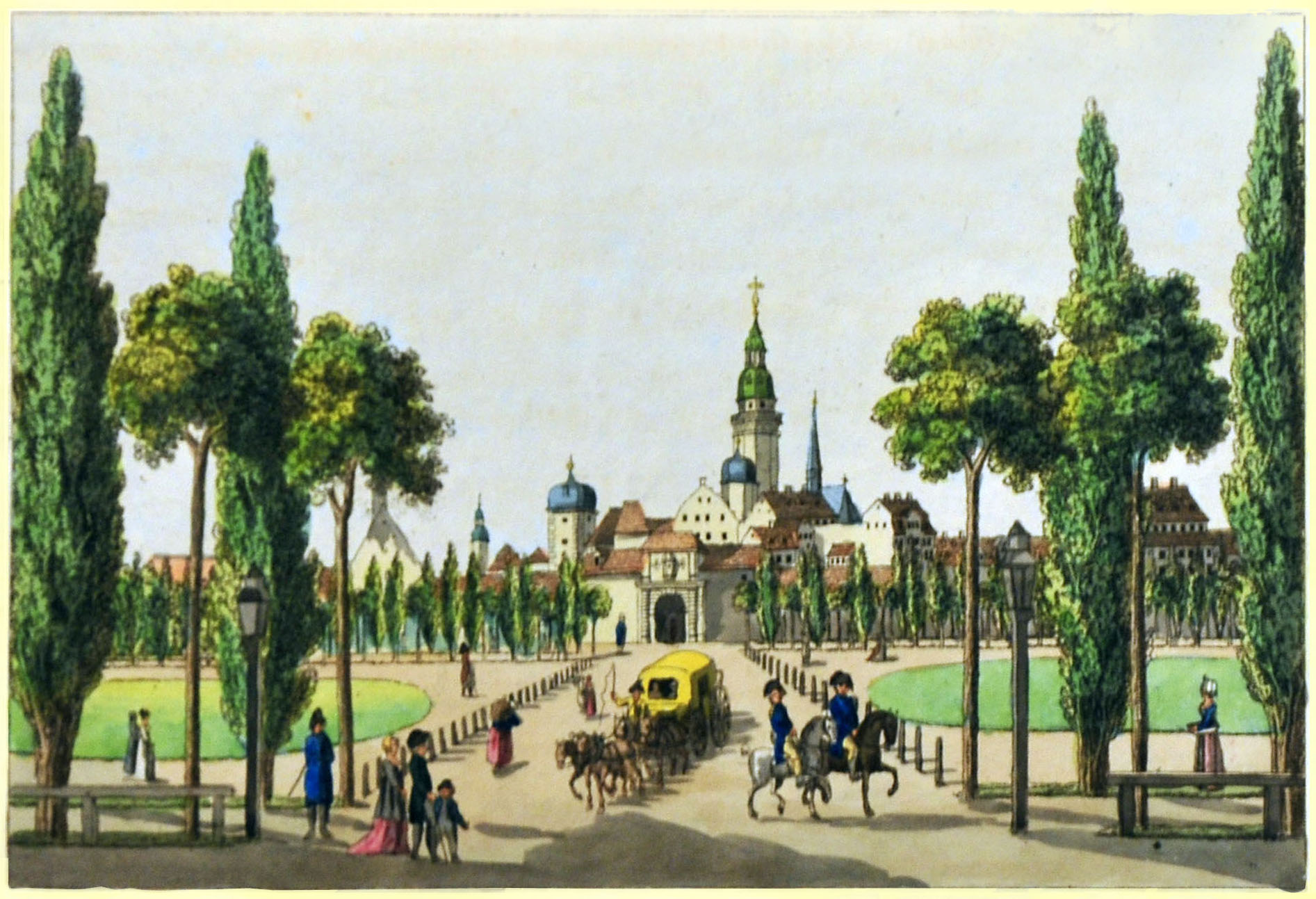
Piazza davanti al Grimmaisches Tor (1804)
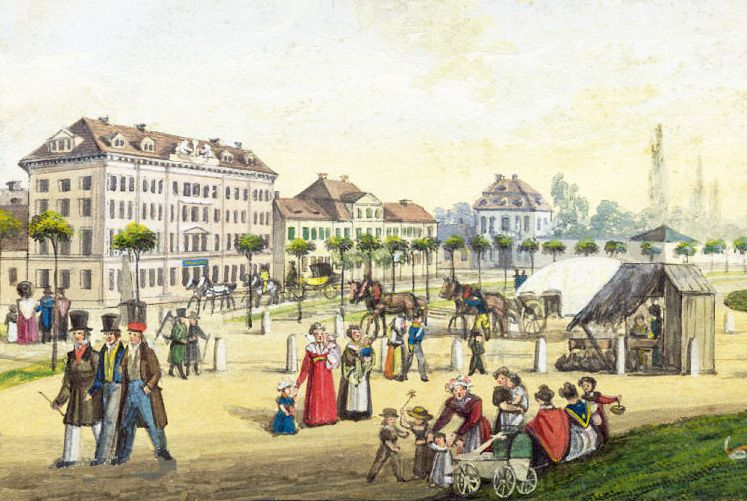
Vecchio fienile postale, casa di Wendler e Weinnäpfchen (1825)
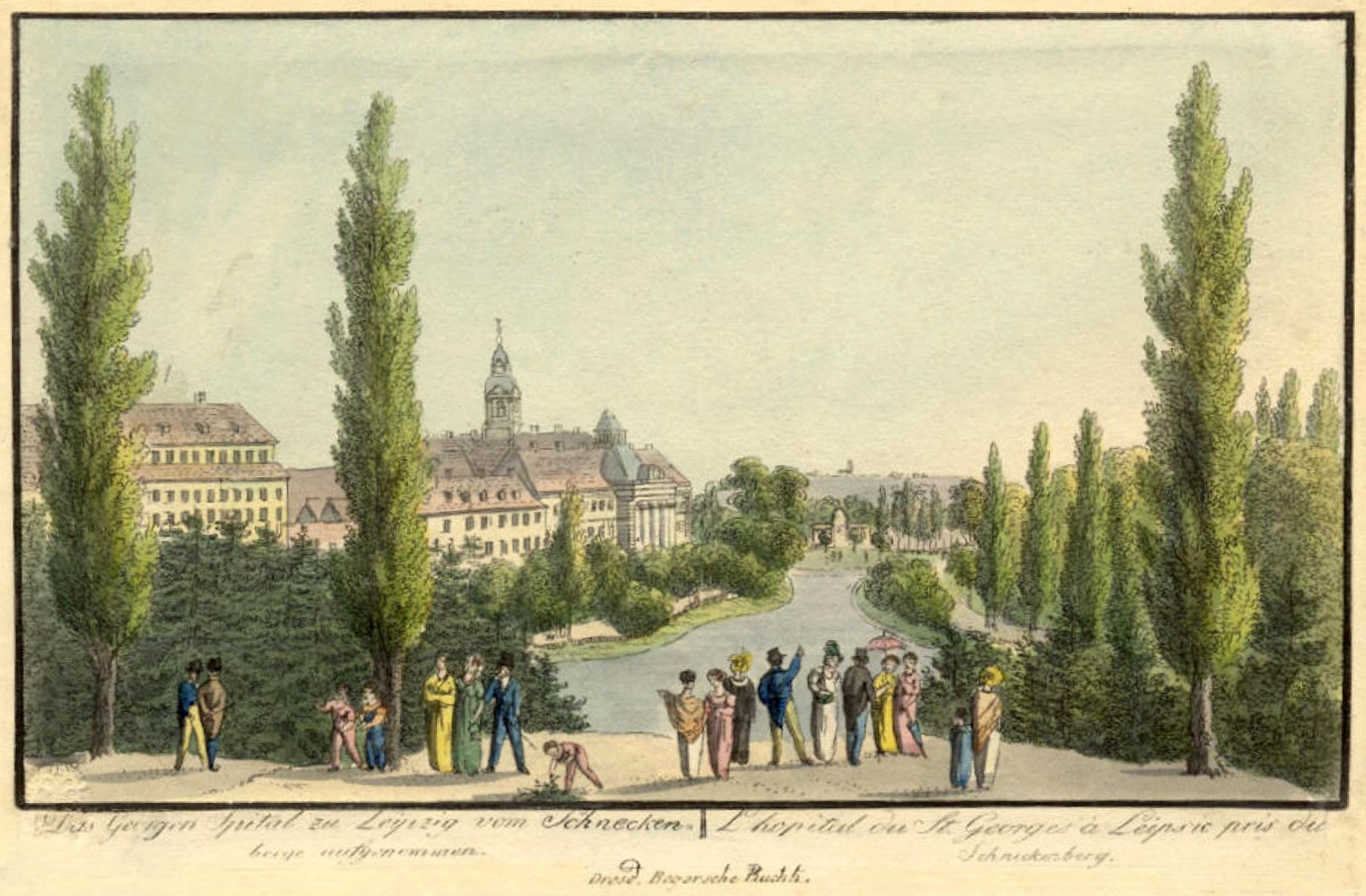
Vista dal Schneckenberg a nord fino al Georgenhaus (prima del 1864)
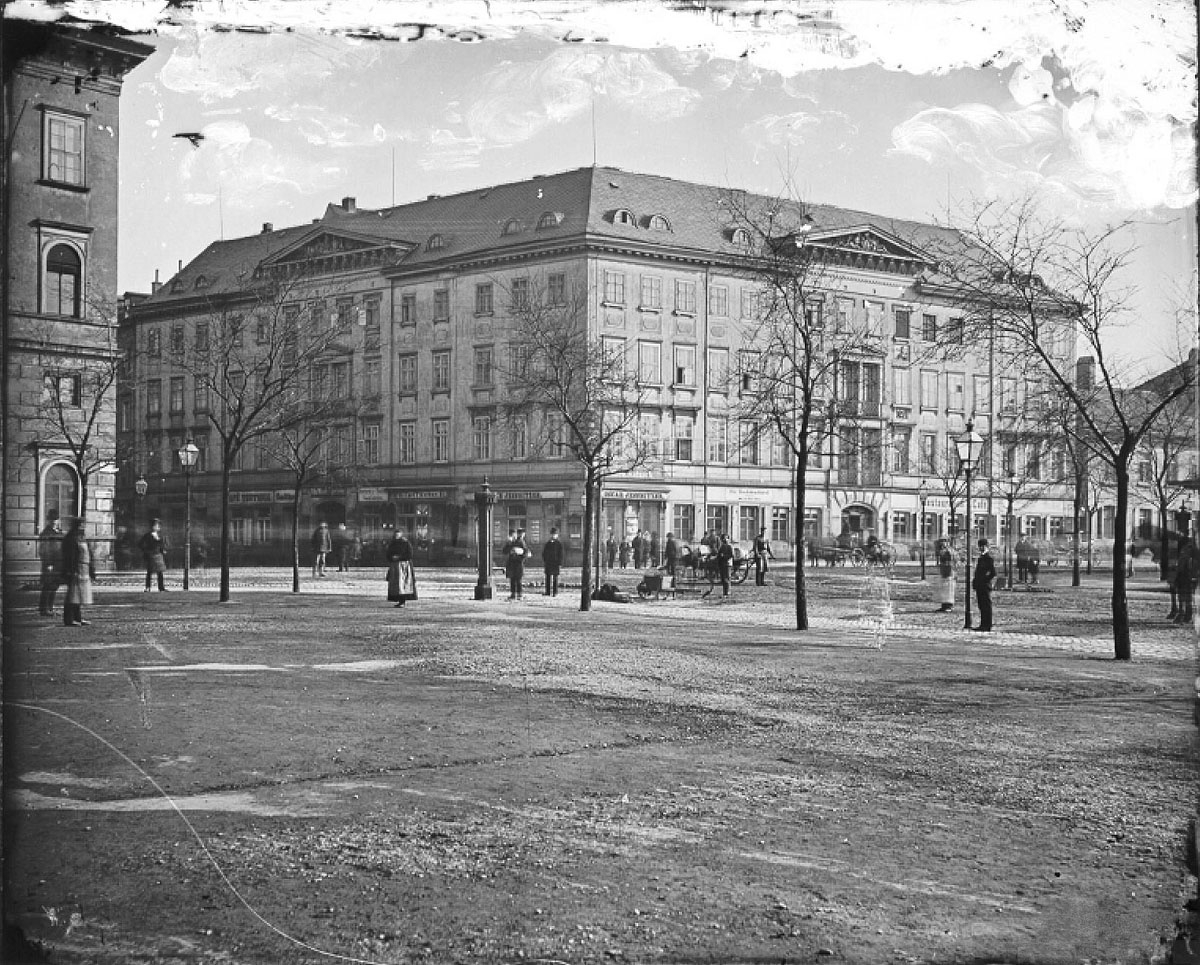
Casa di Teubner, Augustusplatz 2 (prima del 1880)

Sul bordo orientale di quella che in seguito divenne Augustusplatz, Benedictus Gotthelf Teubner costruì nel 1821 il primo nuovo edificio rappresentativo sul sito delle ex scuderie postali. BG Teubner in seguito scrisse «che ho creato un vero ornamento per la città, specialmente in questo spazio aperto, e ho così aperto nuove strade per la costruzione di splendidi edifici». Vi si stabilì anche la casa commerciale F. Flinsch, fondata nel 1819 e attiva nel commercio all'ingrosso di carta.
L'edificio residenziale barocco Weinnäpfchen si trova sul lato sud della piazza dalla fine degli anni '90 del Settecento. In connessione con la costruzione del Museo delle Belle Arti, che confinava con la proprietà Weinnäpfchen, e la costruzione del Ringstrasse, la città di Lipsia acquistò la proprietà nel 1858, la divise e fece demolire la casa.
Nel 1837 l'amministrazione comunale decise di ribattezzarla Augustusplatz. Dal 1 agosto 1945 fu Karl-Marx-Platz e nel Giorno dell'unità tedesca, il 3 ottobre 1990, riprese il suo vecchio nome.
Durante l'era nazista, la piazza fu utilizzata come forum di parate e sede di mostre di propaganda nazionalsocialista. Nel 1940 vi furono esposte le due mostre "La Wehrmacht mostra documenti della campagna di Polonia" e "La vittoria in Occidente". A partire dal 1944, grandi montagne di macerie dal centro della città furono ammucchiate su Augustusplatz, che furono trasportate via con la cosiddetta Zentrumsbahn della Leipziger Trümmerbahn.
Negli anni '50, i raduni e le manifestazioni del Primo Maggio hanno avuto luogo in quella che divenne Karl-Marx-Platz, prima che la tribuna fosse spostata a Georgiring.

Avvenimenti storici in Augustusplatz
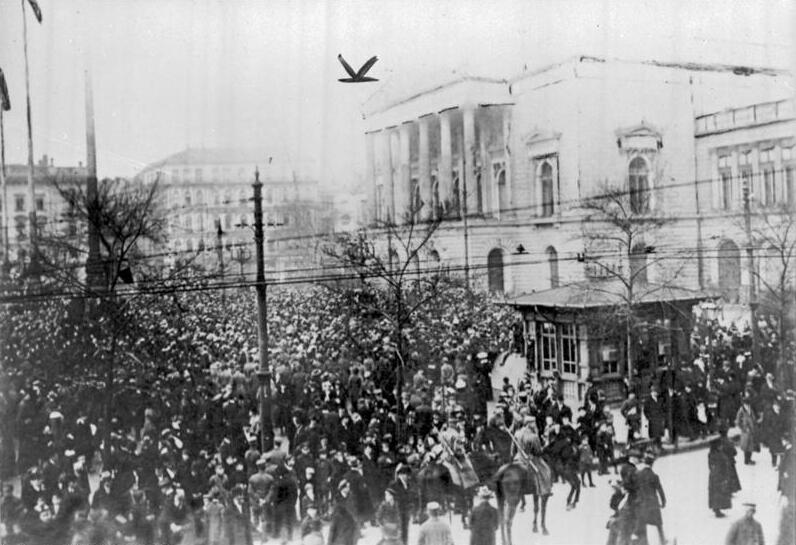
Raduno in piazza il 10 novembre 1918 (Rivoluzione di novembre)
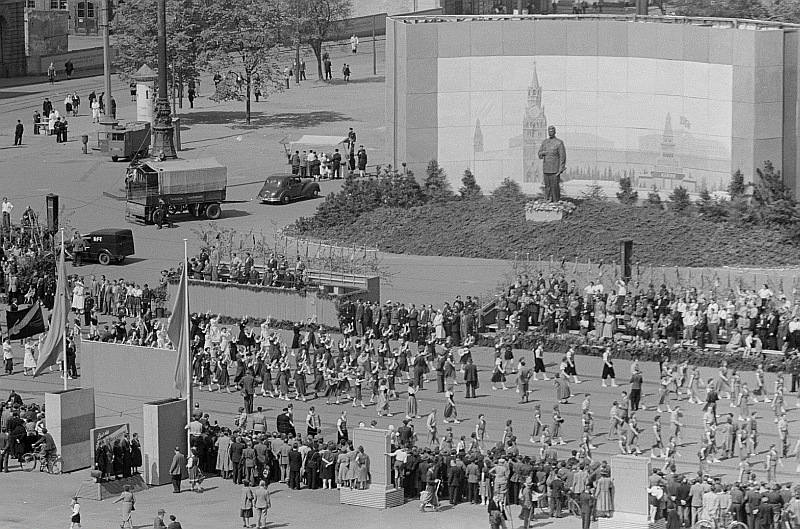
Manifestazione del Primo Maggio 1953 al monumento di Stalin davanti al distrutto Nuovo Teatro.
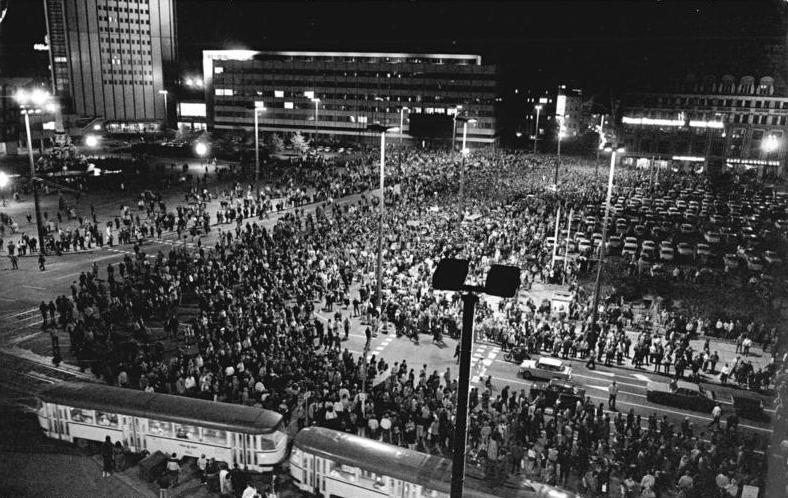
Manifestazione del lunedì durante la svolta il 16 ottobre 1989 con 120.000 partecipanti

## Sviluppo recente

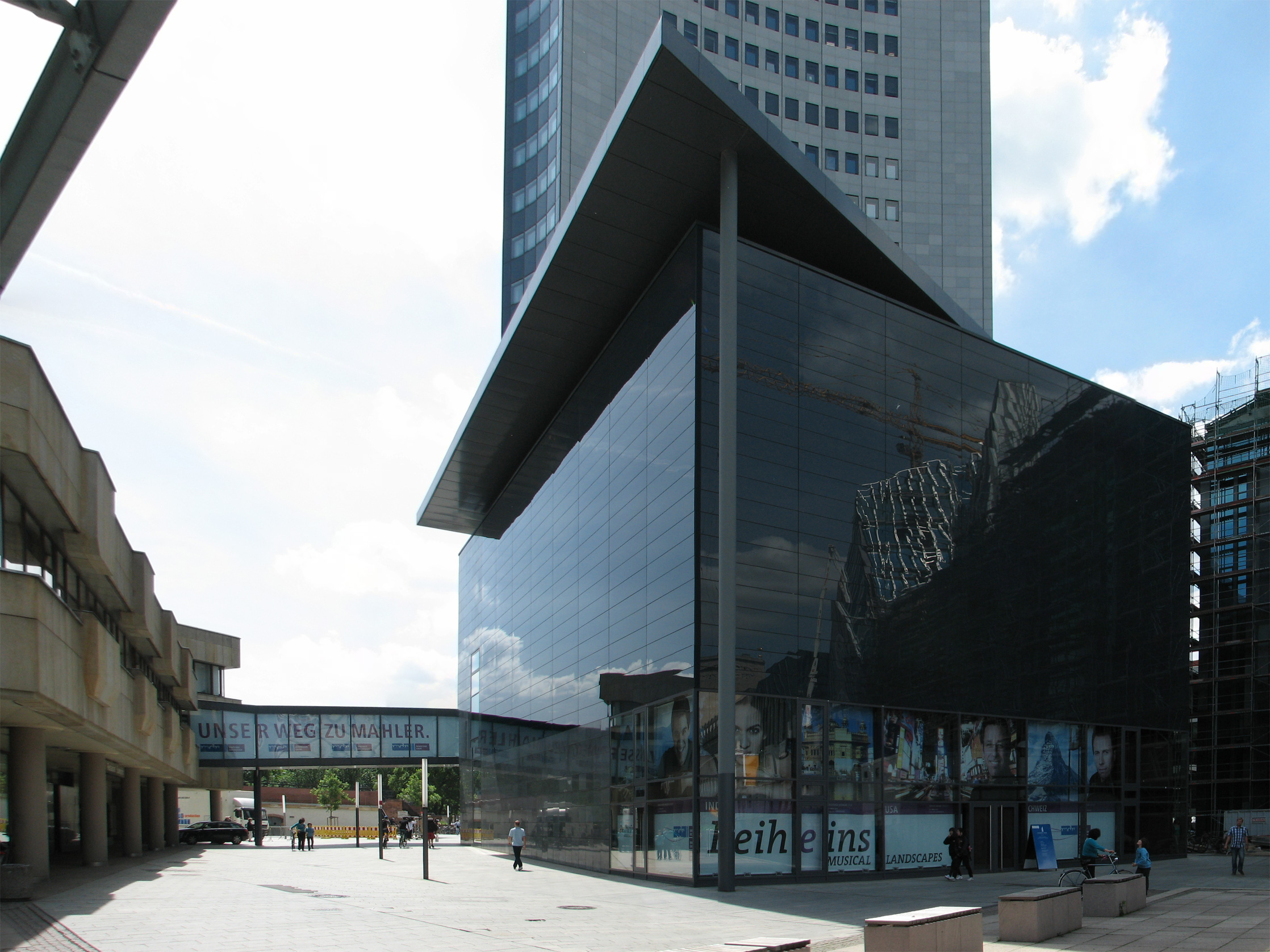
Cubo MDR (panorama grandangolare) con collegamento al Gewandhaus (a sinistra), foto: 2011

Il parcheggio sotterraneo che copre l'intera piazza è stato realizzato tra il 1996 e il 1998. Richiedeva strutture in campo, ad esempio per scale e ventilazione, che sono controverse tra la popolazione. In particolare, i cilindri in vetro opaco installati sulle otto scale, che servono per illuminare la piazza di notte, sono stati subito derisi come "pentole per il latte".
L'architetto di Dresda Peter Kulka ha progettato il cubo MDR, costruito nel 2001 accanto al Nuovo Gewandhaus, con sale prove e registrazione del suono per l'orchestra MDR.
La nuova costruzione del complesso universitario, che ha suscitato accese polemiche tra il 2002 e il 2004 a proposito di una possibile ricostruzione della chiesa universitaria, aveva lo scopo di dare alla piazza nuovi accenti. La riprogettazione del complesso universitario avrebbe dovuto essere completata entro il 600º anniversario dell'Università di Lipsia nel 2009, ma questo obiettivo non è stato raggiunto. La parte principale che si affaccia su Augustusplatz è stata ridisegnata secondo i progetti dell'architetto Erick van Egeraat e, con la sua costruzione a timpano e l'auditorium all'interno, vuole ricordare lo stile della chiesa universitaria, distrutta nel 1968.
Il Nuovo Augusteum è stato completato nel 2012. L'apertura del Paulinum, anch'essa prevista per il 2009, è stata ritardata fino all'inizio di dicembre 2017. Nel frattempo, le controversie sul futuro utilizzo del nuovo edificio sul sito della Paulinerkirche hanno portato a un blocco dei lavori , in seguito vi furono complicazioni con il completamento delle colonne in vetro per l'interno dell'edificio.

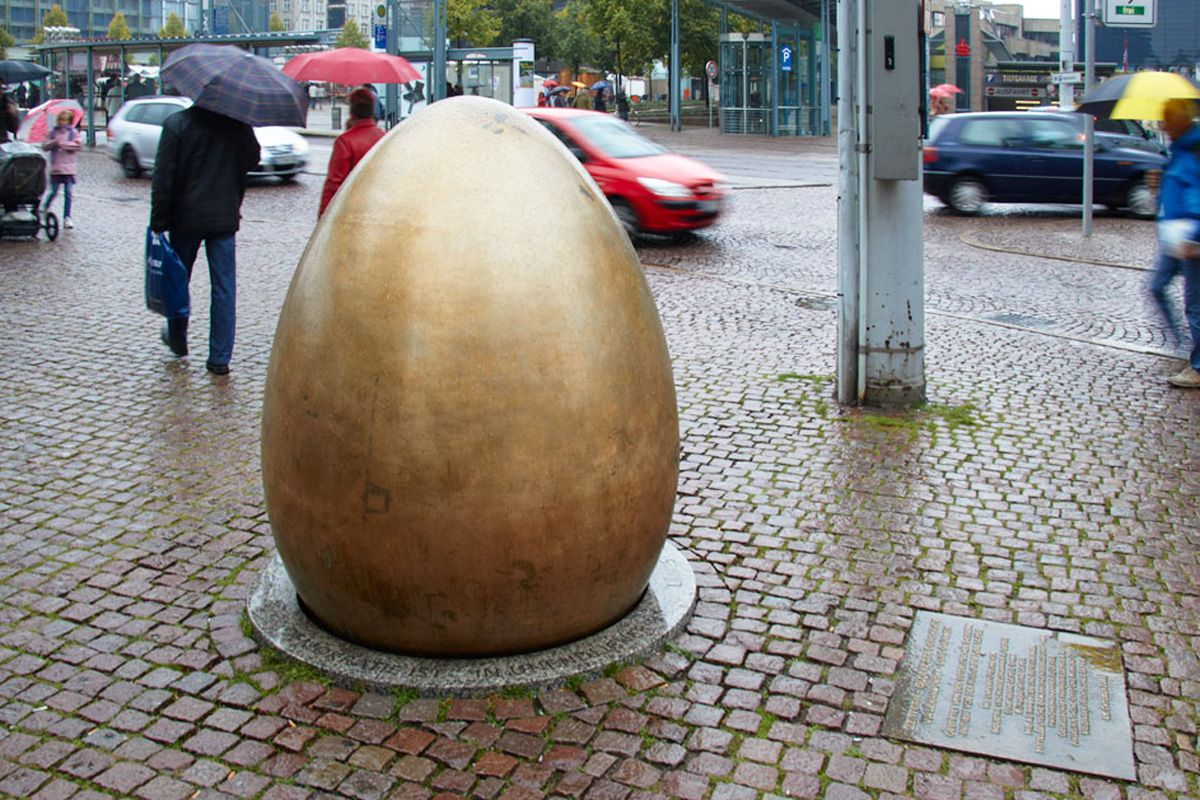
La campana della democrazia (2010)

Il 9 ottobre 2009, di fronte all'incrocio con Grimmaische Straße, è stato inaugurato un monumento dell'artista Via Lewandowsky, La campana della democrazia. Commemora la manifestazione del lunedì del 9 ottobre 1989. La campana suona ogni lunedì alle 18:35, che era più o meno l'ora in cui è iniziata la manifestazione, anche ogni 9 ottobre alle 10:30 e tutti i giorni dalle 8:00 alle 20:00 all'interno di ogni ora intera in modo casuale con uno fino a dodici battiti. La campana è in bronzo ed ha la forma di un uovo alto circa un metro.
Ogni anno viene allestito un campo da beach volley temporaneo in Augustusplatz. Oltre al torneo amatoriale SachsenBeach , che si tiene dal 2009, vi si è tenuto anche il Techniker Beach Tour, ad esempio nel 2018, una settimana dopo SachsenBeach.
Augustusplatz fa anche parte del mercatino di Natale di Lipsia, uno dei mercatini di Natale più grandi della Germania.

## Stazione di trasferimento del tram

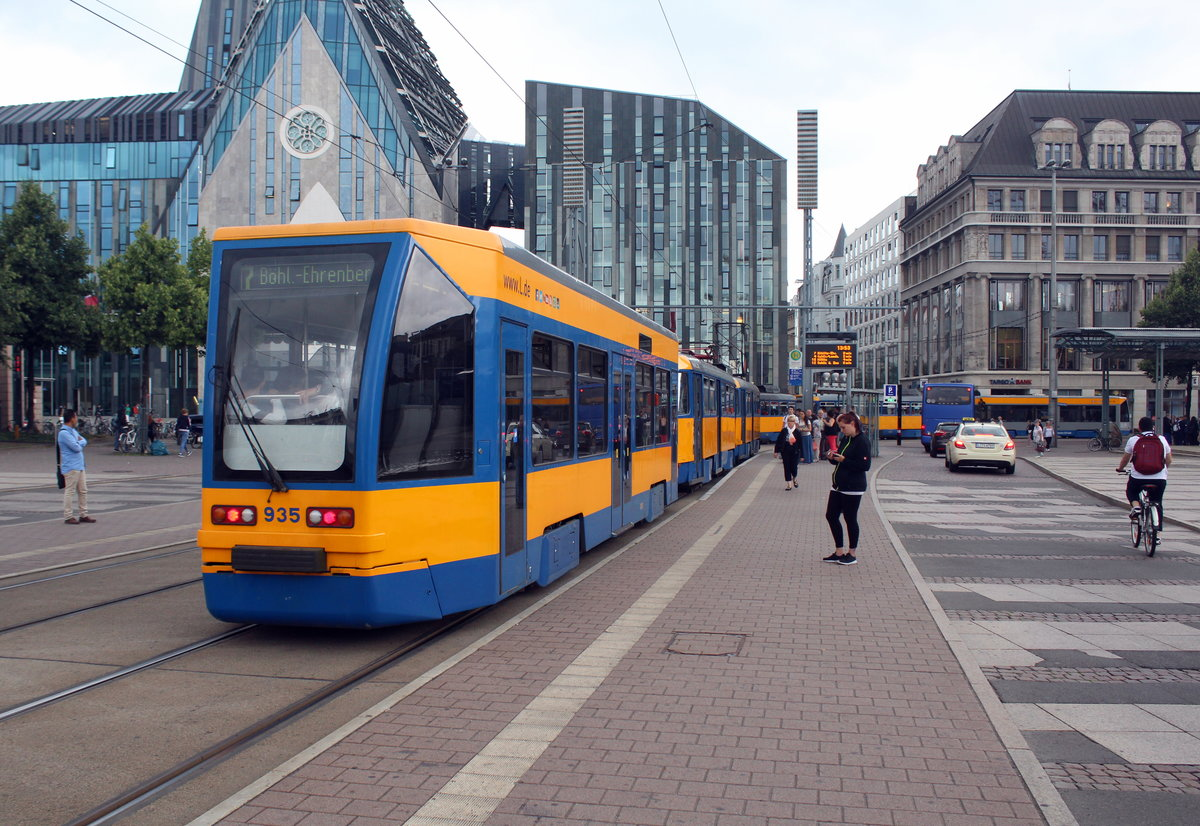
Tram stop Augustusplatz

La fermata Augustusplatz è un importante punto di trasferimento nella rete tranviaria di Lipsia. È concepito come una fermata di attraversamento, con due binari che corrono in direzione nord-sud sul Innenstadtring sul lato est della piazza e altri due in direzione est-ovest attraverso il centro della piazza nella relazione Goethestraße – Grimmaischer Steinweg. In caso di chiusura della corsia centrale in occasione di manifestazioni, il traffico tramviario in direzione Johannisplatz è garantito dai treni delle linee interessate tra la fermata sulla tangenziale interna e Grimmaischer Steinweg può spegnere tramite la "curva postale" che prende il nome dall'ufficio postale principale sulla curva interna, che altrimenti non viene utilizzata nel normale funzionamento. In questo caso, c'è una fermata richiesta in Grimmaischer Steinweg sul binario in direzione della città.
I treni delle linee 8, 10, 11, 14, 16 e N10 fermano al bordo est (prima dell'incrocio) e quelli delle linee 4, 7, 12, 15 e N17 sulla corsia centrale. Entrambe le fermate sono doppie fermate, i. H. due treni possono fermarsi contemporaneamente in ciascuna direzione.